# Toulouse School of Economics

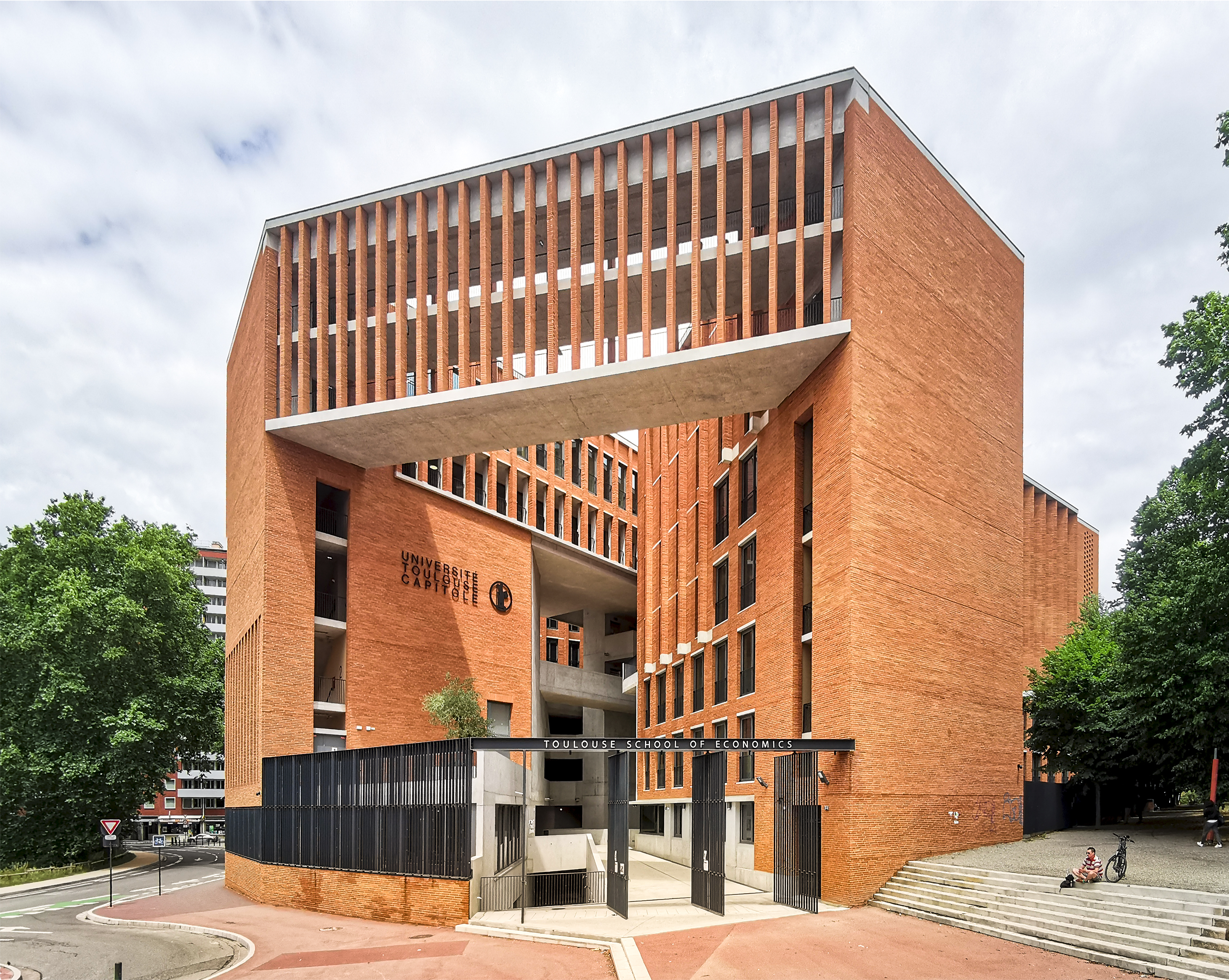
Toulouse School of Economics

A Toulouse School of Economics (TSE) é uma escola de economia europeia com campus em Toulouse. Fundada em 2006, é uma das escolas da economia mais famosas do mundo. Seu diretor é Jean Tirole, Prémio de Ciências Económicas em Memória de Alfred Nobel de 2014. Oferece diplomas da Bachelor of Science, Master e Doutorado em filosofia.

## Famosos graduados
- Éloïc Peyrache, economista francês